# Soufeina Hamed
Soufeina Hamed (* 1989 in Tunesien), auch bekannt unter ihrem Pseudonym Tuffix, ist eine Psychologin, Comicautorin und Illustratorin.

## Biografie
Hamed wurde 1989 in Tunesien als Tochter eines Tunesiers und einer Deutschen geboren und ist in Berlin aufgewachsen. Sie studierte Psychologie an der Universität Potsdam sowie interkulturelle Psychologie in Osnabrück und schloss mit einem Master in interkultureller Psychologie ab.
Soufeina Hamed ist verheiratet und lebt seit 2017 mit ihrem Mann in Dublin, Irland.

## Künstlerischer Werdegang
Hamed zeichnet schon seit ihrer Kindheit und ist darin Autodidaktin. Sie stellte 2014 erste Zeichnungen auf der Online-Plattform DeviantArt vor. Seitdem veröffentlicht sie ihre Werke unter dem Pseudonym „Tuffix“. Mit einer autobiografischen Zeichnung erreichte Hamed größere Aufmerksamkeit in den Medien. Auf dieser Zeichnung ist zu sehen, wie sie aufgrund ihres Kopftuchs wie ein Alien wahrgenommen wird.
Seit 2013 werden ihre Comiczeichnungen zusammen mit Arbeiten von vier anderen Künstlern deutschlandweit auf der Wanderausstellung „Was glaubst du denn?! Muslime in Deutschland“ der Bundeszentrale für politische Bildung präsentiert. Auszüge aus Hameds Comic „Angst“, der auch in der Wanderausstellung gezeigt wird, wurden im Jahr 2017 vom bayerischen Staatsinstitut für Schulqualität und Bildungsforschung (ISB) im Rahmen des Curriculums LehrplanPLUS in der Lerneinheit „Vorurteile erkennen und Vorurteilen begegnen“ als Unterrichtsmaterial für Realschüler im Fach Ethik verwendet.
Weitere öffentliche Ausstellungen ihrer Arbeiten folgten, so im Rahmen einer Online-Ausstellung des „International Museum of Women“, im Jüdischen Museum Berlin und im Hamburger Museum für Kunst und Gewerbe. Die Jüdisch-Muslimischen Kulturtage in Heidelberg 2020 wurden mit einer Streetart-Comic-Aktion von Hamed eröffnet.
Daneben sind ihre Arbeiten in Kinderbüchern, auf Konferenzen und eigenen Ausstellungen zu sehen.

## Thematische Schwerpunkte
Hamed beschäftigt sich in ihren Werken mit den Themen Identität, Rassismus, Islamophobie und Empowerment. Sie möchte mit ihrer Arbeit zu einem interkulturellen Dialog beitragen und zeichnet Comics vor allem aus der deutsch-muslimischen Alltagswelt. Ihre Arbeiten sind in der Regel autobiografisch; sie teilt damit Erfahrungen, die sie aufgrund ihrer Herkunft und als Kopftuch tragende Muslima macht, und positioniert sich mit ihren Arbeiten gegen Intoleranz und Rassismus. Hierzu nutzt sie auch ihre analogen und digitalen Workshops, so beispielsweise beim Informations- und Dokumentationszentrum für Antirassismusarbeit in Nordrhein-Westfalen.

## Engagement
Hamad engagiert sich unter anderem beim Projekt JUMA („jung, muslimisch, aktiv“) in Berlin und bei der Jungen Islam Konferenz. Sie war Mitglied der fünfköpfigen Jury der Kulturverwaltung des Berliner Senats für die Vergabe des Berliner Comic-Stipendiums 2021/2022.

## Ehrungen
- Praxisfellow der Akademie für Islam in Wissenschaft und Gesellschaft (AIWG)

## Veröffentlichungen

### Buchbeiträge
- Warum ich viele bin und warum wir alle eins sind. In: Amani Auzahara (Hrsg.): Mehr Kopf als Tuch. Muslimische Frauen am Wort. Tyrolia, Innsbruck 2017, ISBN 978-3-7022-3637-3.
- Illustrationen in: Ozan Zakariya Keskinkılıç und Ármin Langer (Hrsg.), „Fremdgemacht & Reorientiert. Jüdisch-muslimische Verflechtungen“. Verlag Yılmaz-Günay, Berlin 2018, ISBN 978-3-9817227-7-2.